# Черенцово (Ленинградская область)
Черенцово — посёлок при станции в Цвылёвском сельском поселении Тихвинского района Ленинградской области.

## История

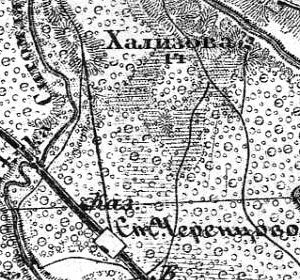
Станция Черенцово на карте 1913 года

Согласно карте Петроградской и Новгородской губерний 1913 года на месте современного посёлка при станции Черенцово находилась железнодорожная казарма.
С 1917 по 1918 год деревня Черенцово входила в состав Сугоровской волости Тихвинского уезда Новгородской губернии.
С 1918 года в составе Череповецкой губернии.
С 1927 года в составе Ильинского сельсовета Тихвинского района.
В 1928 году население деревни Черенцово составляло 165 человек.
Согласно карте Ленинградской области Северо-западного аэрогеодезического треста ГГУ издания 1932 года деревня Черенцово насчитывала 16 крестьянских дворов. В деревне находилось почтовое отделение и бочарный завод.
В 1961 году население деревни Черенцово составляло 425 человек.
По данным 1966 года деревня Черенцово также входила в состав Ильинского сельсовета.
По данным 1973 и 1990 годов в состав Ильинского сельсовета входил посёлок при станции Черенцово.
В 1997 году в посёлке при станции Черенцово Ильинской волости проживали 62 человека, в 2002 году — 59 человек (русские — 98 %).
В 2007 году в посёлке при станции Черенцово Цвылёвского СП проживали 54 человека, в 2010 году — 28.

## География
Посёлок расположен в юго-западной части района у железнодорожной платформы Черенцово на линии Волховстрой — Вологда, к югу от автодороги А114 (Вологда — Новая Ладога).
Расстояние до административного центра поселения — 10 км.
Через посёлок протекает река Луненка.

## Демография
| 1928 | 1961 | 1997 | 2002 | 2007 | 2010 | 2017 |
| ---- | ---- | ---- | ---- | ---- | ---- | ---- |
| 165  | ↗425 | ↘62  | ↘59  | ↘54  | ↘28  | ↗43  |

### Национальный состав
Согласно данным Всероссийской переписи населения 2021 года в деревне проживали 44 человека, из них:
 русские — 41, украинцы — 2, азербайджанцы — 1 человек.

## Улицы
Железнодорожная, Заречная, Заречный переулок, Станционная.